# Локателли, Акилле
Акилле Локателли (итал. Achille Locatelli; 15 марта 1856, Сереньо, Ломбардо-Венецианское королевство — 26 ноября 1927, Рим, королевство Италия) — итальянский куриальный кардинал и ватиканский дипломат. Апостольский интернунций в Аргентине, Парагвае и Уругвае с 22 ноября 1906 по 7 июля 1916. Титулярный архиепископ Фессалоники с 6 декабря 1906 по 11 декабря 1922. Апостольский нунций в Бельгии с 7 июля 1916 по 13 июля 1918. Апостольский интернунций в Люксембурге с 17 марта 1917 по 13 июля 1918. Апостольский интернунций в Нидерландах с 30 июля 1916 по 13 июля 1918. Апостольский нунций в Португалии с 13 июля 1918 по 11 декабря 1922. Камерленго Священной Коллегии Кардиналов с 15 июля 1929 по 30 июня 1930 и 16 октября 1933 по 1 апреля 1935. Кардинал-священник с 11 декабря 1922, с титулом церкви Сан-Бернардо-алле-Терме с 25 мая 1923.